# Сатерленд, Гордон
Сэр Гордон Бримс Блэк Мак-Айвор Сазерленд (англ. Gordon Brims Black McIvor Sutherland; 8 апреля 1907, Ваттен, Шотландия — 27 июня 1980) — шотландский и британский физик, педагог, профессор, доктор философии (с 1934).
Член Лондонского королевского общества (1949).

## Биография
Окончил школу-академию Моргана (Morgan Academy). До 1928 года изучал математику и физику в Сент-Эндрюсском университете в Шотландии. Получил степень бакалавра по физике в 1929 году. Затем, студент-исследователь, в течение двух лет проводил экспериментальную работу по изучению инфракрасных спектров в Кембриджском университете, позже 2 года — в Мичиганском университете (США) работал над вибрациями и вращениями молекул.
В 1933 году вернулся в Кембридж, где работал до начала Второй мировой войны. В годы войны с 1939 по 1945 год был причислен к Министерству снабжения, занимался разработкой методов утилизации авиабомб. В Кембридже разрабатывал методы использования инфракрасной спектроскопии для анализа топливных смесей, используемых вражескими самолётами, для определения места их происхождения (производства).
В 1949 году вернулся в Мичиганский университет на должность профессора физики, где продолжил свою работу по инфракрасной спектроскопии, помогая установить эту технику в качестве инструмента общего анализа.
В 1949 году Г. Сазерленд был избран членом Лондонского королевского общества, а в 1960 году посвящён в рыцари. Член Американского философского общества (1977).
В Кембриджском университете работал до 1977 года. В 1956—1964 годах — директор Национальной физической лаборатории Соединенного Королевства. Позже преподаватель и ректор Колледжа Эммануила в Кембридже.
В 1964—1966 годах был президентом Лондонского физического общества и Института физики.

## Научная деятельность
Основные научные исследования Г. Сазерленда посвящены изучению молекулярной структуры, спектроскопии. В 1948 году учёный предложил электронно-оптический преобразователь инфракрасного изображения (инфракрасную трубку).
Внёс большой вклад в преобразование инфракрасной спектроскопии из неясной методики исследования в общий метод анализа и определения молекулярной структуры.